# Roy Romain
Royston Isaac Romain dit Roy, né le 27 juillet 1918 à Ashford et mort le 19 décembre 2010, est un nageur britannique, champion d'Europe du 200 m brasse, en 1947 à Monaco, et double médaillé aux Jeux de l'Empire britannique de 1950.